# Léon XII
Pour les articles homonymes, voir Léon.
Annibale della Genga, né le 2 août 1760 à Genga, près d’Ancône, et mort le 10 février 1829 à Rome, est le 252e évêque de Rome. Comme pape, il choisit de régner sous le nom de Léon XII (en latin Leo XII, en italien Leone XII), de 1823 à 1829.

## Biographie

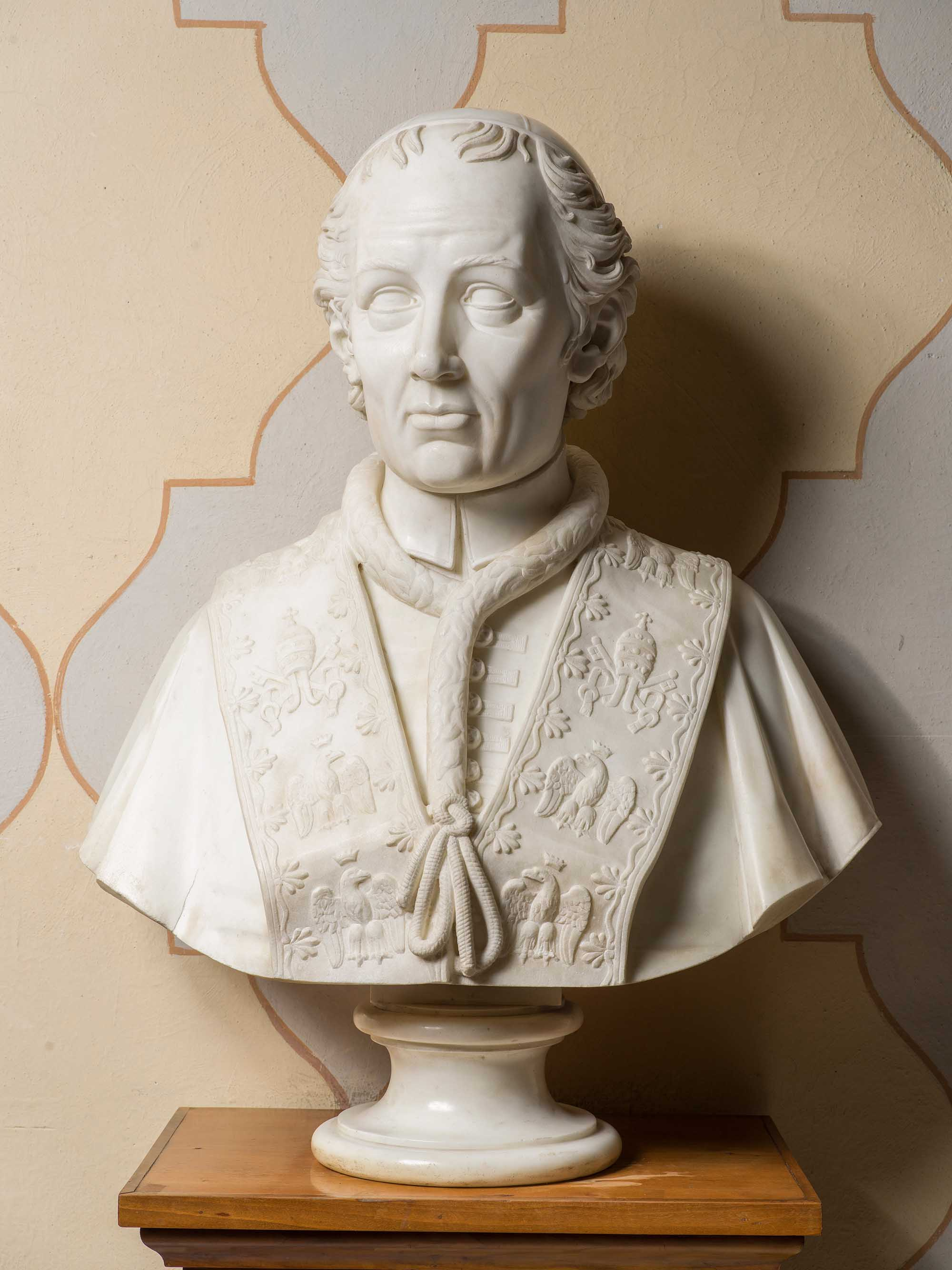
Buste de Léon XII conservé au Palais Campana (Osimo), où il a étudié.

Né dans une famille de noblesse pontificale, il est le fils du comte Ilario et de la comtesse Maria Luisa Periberti de Fabriano, qui eurent également neuf autres enfants.
Il est ordonné prêtre en 1783. Diplomate (en Suisse), il se fait remarquer en 1790 pour son éloge funèbre prononcée lors du décès de l'empereur Joseph II.
En 1793, il devient archevêque in partibus de Tyr et est ensuite nommé nonce apostolique à Lucerne, nonce apostolique à Cologne puis en Bavière. Il y multiplie missions et contacts avec les cours d'Europe, partageant son temps entre les plaisirs de la chasse, la vaillance et les affaires ecclésiastiques. Il attire aussi la rumeur (il aurait eu une liaison et trois enfants illégitimes). Sa carrière d'ambassadeur cesse avec l'abolition des États pontificaux par le général Bonaparte en 1798, et il vit à l'abbaye de Monticelli (près de Genga, son lieu de naissance), où il chasse les oiseaux et développe le goût de la musique (activité aristocratique qu'il continua à développer comme Pape).
En 1814, à la chute de l’empereur des Français (et roi d’Italie) Napoléon Ier, il est envoyé porter les félicitations pontificales au roi Louis XVIII.
En 1816, il accède au cardinalat, puis en 1820, est nommé vicaire de Rome.
À la mort de Pie VII, il fut élu le 28 septembre 1823 par le parti conservateur, après une période de sede vacante (siège vacant) débutée le 20 août 1823.

## Gouvernement
Les premières mesures prises par le nouveau pape sont significatives de son désir de ramener l’ordre dans les États pontificaux : par des ordonnances de police, Léon XII relance la lutte contre le brigandage endémique dans les régions montagneuses d’Italie centrale. Sont également concernés par ces mesures les patriotes carbonari dont les menées clandestines et l’organisation en sociétés secrètes inquiètent le Saint-Siège. Pour manifester un retour à la normalité de la vie à Rome, une année sainte est déclarée en 1825.
En 1824, après avoir rendu aux Jésuites la direction du 'Collège romain' (bref ‘Cum multa in Urbe’ du 17 mai 1824) avec son observatoire astronomique et son église Saint-Ignace, il relance et réorganise la vie académique dans les états pontificaux par la bulle ‘Quod divina sapientia (28 août 1824). Rome et Bologne deviennent des universités de premier ordre avec 38 chaires académiques. Et cinq autres, y compris Pérouse et Fermo, deviennent des universités de deuxième ordre. Toutes les chaires, sauf quelques-unes réservées aux ordres religieux, sont ouvertes à la compétition publique. Pour superviser la bonne application de ces mesures il crée la ‘Congrégation (romaine) des Études’.
En 1823, il rétablit le sermon de predica coatta, auquel les Juifs du ghetto étaient obligatoirement forcés d'assister sans broncher ainsi qu'un sermon après leur repas de shabath sous peine d'amende ou de fouet, En 1825, il agrandit le ghetto juif de Rome. L'année suivante, il rétablit les portes du ghetto de la ville d’Ancône, que les troupes napoléoniennes avaient abattues, pour y enfermer les Juifs, ce, dès huit heures du soir et jusqu'au matin, leur impose de nombreuses restrictions et les persécute en forçant souvent leur conversion au christianisme. Ces cruautés poussent nombre de Juifs à fuir ces villes,,.
C'est sous son règne que sont exécutés les carbonari Angelo Targhini et Leonida Montanari.
C’est aussi sous son pontificat que la cour quitte le palais du Quirinal pour celui du Vatican.

## Une doctrine conservatrice

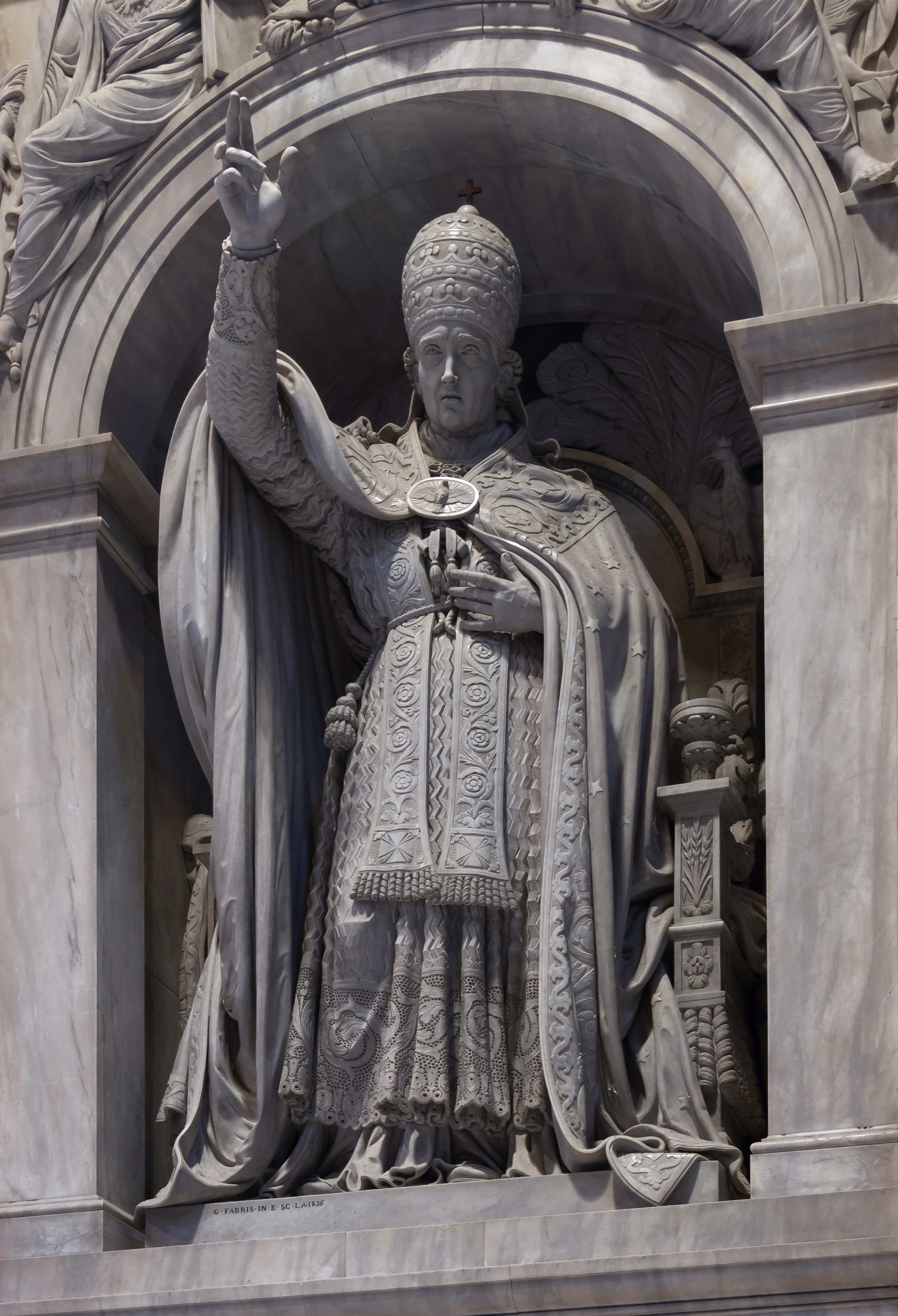
Léon XII, statue dans la basilique Saint-Pierre, au Vatican.

S’inscrivant dans une mouvance conservatrice que suivront ses successeurs, Pie VIII puis Grégoire XVI, Léon XII publie en 1825 la bulle pontificale Quo Graviora, par laquelle il condamne la franc-maçonnerie.
Son intervention disciplinaire la plus marquante demeure cependant la lettre apostolique Diræ Librorum, publiée le 26 juin 1827, dans laquelle il déclare qu’« au terrible torrent de boue constitué par les livres sortis de l’officine ténébreuse des impies, sans autre but, sous leur forme éloquente et leur sel perfide, que de corrompre la foi et les mœurs et d’enseigner le péché, le meilleur remède, on en peut être assuré, est de leur opposer des écrits salutaires et de les répandre. »
Politiquement, Léon XII est considéré comme le « pape de la Sainte-Alliance » : son hostilité au libéralisme fait de lui l’héritier politique du congrès de Vienne.
Son conservatisme politique le conduit également à s’ingérer dans la politique interne des États catholiques : il demandera ainsi à Louis XVIII d’écarter Villèle devenu président du conseil, dont ses conseillers jugent la politique trop libérale. Mais le roi Louis XVIII lui répondit que « des rapports dictés par un zèle imprudent et peu éclairé avaient trompé la religion du Saint-Père sur le véritable état des choses ». Troublé, Léon XII se renseigna de plus près ; il se rendit compte qu’une fois de plus on avait essayé de le manœuvrer. Il marqua son regret en allant prier à Saint-Louis-des-Français, pour la France.
Peu populaire en raison de son hostilité au mouvement des nationalités, Léon XII meurt à Rome le 10 février 1829, à l'âge de 68 ans.

## Anneau cardinalice aux armes deLéonXII
Au cours de son pontificat, Léon XII créa vingt-cinq cardinaux.
Un anneau cardinalice du type de celui qui est reproduit ci-dessous leur était remis par le Saint Siège. Serti d'un saphir et portant au revers du chaton les armoiries du Pape, sommées de la tiare papale et encadrées des clefs de Saint Pierre. Cet anneau cardinalice aux armes de Léon XII fut vendu aux enchères à Paris en 2012, avec une fausse provenance des collections du cardinal Fesch, parce que l'on avait confondu les armes du Premier Empire avec celles de la famille della Genga : « d'azur à l'aigle éployé d'or et couronné de même ».
| | |
| Anneau cardinalice aux armes de Léon XII, vue du chaton serti d'un saphir. MO Domenico Arcieri, Rome vers 1825. | Vue du revers du chaton aux armes de Léon XII : « d'azur à l'aigle éployé d'or et couronné de même ». |

## Un portrait par Chateaubriand
Dans ses Mémoires d'Outre-Tombe, l'écrivain Chateaubriand qui était ambassadeur de France auprès du Saint-Siège le décrit ainsi : 

« Léon XII, prince d'une grande taille et d'un air à la fois serein et triste, est vêtu d'une simple soutane blanche ; il n'a aucun faste et se tient dans un cabinet pauvre, presque sans meubles. Il ne mange presque pas ; il vit, avec son chat, d'un peu de polenta. »

— Chateaubriand, Mémoires d'Outre-Tombe, livre 29, ch. 4.

## Succession apostolique
Léon XII a ordonné les évêques suivants :
- Cardinal Giuseppe della Porta Rodiani (1822)
- Archevêque Abraham Chasciur (1824)
- Cardinal Chiarissimo Falconieri Mellini (1826)
- Cardinal Gaspare Bernardo Pianetti (1826)